# EU-weiter Gedenktag für die Opfer der globalen Klimakrise
Der EU-weite Gedenktag für die Opfer der globalen Klimakrise (engl. EU Day for the Victims of the Global Climate Crisis) ist ein seit 2023 jährlich am 15. Juli begangener Gedenktag in der Europäischen Union, der sich trotz seines Namens nicht nur auf die EU beschränken, sondern allen Opfern der globalen Klimakrise gedenken soll.

## Einführung
Der Gedenktag wurde am 13. Juli 2023 in einer gemeinsamen Erklärung von Europäischem Parlament, Europäischem Rat und Europäischer Kommission eingeführt.
Zuvor hatten am 13. Juni 2023 Vertreter der Fraktionen EVP, S&D, Renew Europe, Die Grünen/EFA und Die Linke des Europäischen Parlaments einen gemeinsamen „Entschließungsantrag zu einem EU-Tag für die Opfer der globalen Klimakrise“ eingereicht. Dieser wurde am 15. Juni 2023 unverändert als Resolution durch das Europäische Parlament mit einer Stimmenverteilung von 395 Stimmen dafür, 109 Stimmen dagegen und 31 Enthaltungen angenommen und forderte den Europäischen Rat und die Europäische Kommission auf, die Initiative zu unterstützen.

## Zweck
In einer Pressemitteilung der Vertretung der Europäischen Kommission in Deutschland vom 14. Juli 2023 heißt es zum Zweck dieses Gedenktages:

„An diesem Tag wollen wir an die Toten und die Betroffenen von Klimakatastrophen erinnern. Und wir rufen zum Nachdenken auf. Darüber, wie wir den Klimawandel eindämmen, Katastrophen verhindern oder abmildern können.“

In der gemeinsamen Erklärung von Europäischem Parlament, Europäischem Rat und Europäischer Kommission heißt es, man wolle:

“[…] commemorating said victims in Europe and worldwide, and to raise awareness among stakeholders and the general public of concrete steps they can take at their level to contribute to prevent these disasters from happening in the first place and, be better prepared for and respond to climate disasters.”

„[…] den besagten Opfern in Europa und weltweit gedenken, sowie bei Akteuren und der allgemeinen Öffentlichkeit das Bewusstsein dafür erhöhen, welche konkreten Schritte sie im Rahmen ihrer jeweiligen Möglichkeiten unternehmen können, damit diese Katastrophen gar nicht erst geschehen, um besser auf sie vorbereitet zu sein und auf sie reagieren zu können.“

Als Begleitmaterial wurde ein mehrseitiges „Communication toolkit“ als PDF-Datei zur Verfügung gestellt, das Vorschläge und Ideen enthält, wie man an diesem Gedenktag aktiv werden und für das Thema sensibilisieren kann.

## Veranstaltungen und Begehung auf EU-Ebene

### 2023
Anlässlich der Einführung des Gedenktages im Jahre 2023 reiste Frans Timmermans, Unterzeichner der Erklärung für die Europäische Kommission, in vom Hochwasser im Juli 2021 betroffene Regionen in Belgien, Deutschland und den Niederlanden.

### 2024
2024 wurde der Gedenktag im Rahmen einer Zeremonie an der Kreuzung Rue de l'Arbre Bénit, Rue du Prince Albert, und Chaussée d'Ixelles in Ixelles, Brüssel begangen. Laut Ankündigung sollten daran unter anderem Janez Lenarčič (Kommissar für humanitäre Hilfe und Krisenschutz), Zakia Khattabi (Belgische Ministerin für Klima, Umwelt, nachhaltige Entwicklung und Green Deal) und Annelies Verlinden (Belgische Ministerin des Innern, für Institutionelle Reformen und Demokratische Erneuerung) sowie der Gründer von Climate Justice for Rosa, Benjamin Van Bunderen Robberechts, teilnehmen. Als musikalische Darbietung war eine Arrangement von David Van Reybrouck und Jef Neve, geplant, das sie zu Ehren der Opfer der Flut in Belgien 2021 geschrieben haben, und das live von Hanne Roos und Marlon Dek vorgetragen werden sollte. Climate Justice for Rosa ist eine gemeinnützige Organisation, die nach Rosa benannt wurde, einem 15-jährigen Mädchen, das in diesen Fluten ertrank.

### 2025
2025 wurde die zentrale Zeremonie vor dem Berlaymont-Gebäude in Brüssel abgehalten. Von offizieller Seite gab es Beiträge von Teresa Ribera (Vizepräsidentin der Europäischen Kommission für einen sauberen, gerechten und wettbewerbsfähigen Übergang), Antonio Decaro (Vorsitzender des Ausschusses für Umwelt, Klima und Lebensmittelsicherheit des Europäischen Parlaments) und Lars Aagaard (dänischer Minister für Klima, Energie und Versorgung). Benjamin Van Bunderen Robberechts von Climate Justice for Rosa vertrat mit seiner Rede die Zivilgesellschaft. Die Zeremonie wurde live auf der Seite des European Broadcasting Service (EBS) der Europäischen Kommission gestreamt und steht dort weiterhin zum Anschauen zur Verfügung. Zusätzlich gab es lokale Veranstaltungen in mehreren Ländern, unter anderem in Torrent (Spanien), Pombal (Portugal) und Turnu Măgurele (Rumänien).
Das bei Einführung des Gedenktages zur Verfügung gestellte „Toolkit“ wurde für dieses Jahr erweitert und aktualisiert.